# Laila Selbæk
Laila Selbæk (* 24. November 1981, bürgerlich Laila Selbæk Rønning) ist eine ehemalige norwegische Skilangläuferin.

## Werdegang
Selbæk, die für den Strindheim IL und den Meldal IL startete, hatte ihren ersten internationalen Erfolg bei den Nordischen Junioren-Skiweltmeisterschaften 2000 in Štrbské Pleso. Dort gewann sie die Bronzemedaille mit der Staffel. Im folgenden Jahr belegte sie bei den Nordischen Junioren-Skiweltmeisterschaften in Karpacz den 26. Platz über 5 km klassisch. Bei den inoffiziellen U23-Weltmeisterschaften 2002 und zugleich Continental-Cup im Val di Fiemme errang sie den 26. Platz im Sprint, den 21. Platz im 15-km-Massenstartrennen und den 17. Platz im Skiathlon. Ihr Debüt im Skilanglauf-Weltcup hatte sie im März 2002 in Oslo, das sie auf dem 57. Platz im Sprint beendete. Bei den inoffiziellen U23-Weltmeisterschaften 2003 in Valdidentro gewann sie die Bronzemedaille im Skiathlon. Im März 2003 holte sie in Oslo mit dem 28. Platz über 30 km klassisch ihre ersten und einzigen Weltcuppunkte. In der Saison 2005/06 kam sie im Scandinavian-Cup mit vier Top-Zehn-Platzierungen auf den neunten Platz in der Gesamtwertung. Ihr sechstes und damit letztes Weltcuprennen absolvierte sie im März 2006 in Oslo, welches sie auf dem 40. Platz über 30 km Freistil beendete. Seit August 2010 ist sie mit dem Skilangläufer Eldar Rønning verheiratet.